# Unda maris
Az unda maris (latin kifejezés, jelentése: „a tenger hulláma”)
egy olyan különleges orgonaregiszter, amelyet az orgona többi regiszteréhez képest egy kicsivel feljebb hangolnak.

## Története
Először a 18. században jelent meg a délnémet területen épített orgonákban.

## Leírása
Ha ehhez a regiszterhez egy másik (pl. Octáv v. Dulcián) regisztert kapcsolunk, akkor hullámzó, lebegő hangzást érünk el, neve is erre utal. Ezt a regisztert 8' vagy 4'  fekvésbe szokták építeni.
Az unda maris hasonlít a vox humana regiszterhez, de ahhoz képest alacsonyabb frekvencián rezeg. A modern orgonákban igen gyakori, helyenként annak helyét vette át.